# Еоху Апхах
Еоху Апхах – (ірл. - Eochu Apthach) – Еоху Незаконний, Еоху Фатальний - верховний король Ірландії (за середньовічною ірландською історичною традицією). Час правління: 726 — 725 до н. е. (згідно «Історії Ірландії» Джеффрі Кітінга) або 953 — 952 до н. е. згідно хроніки Чотирьох Майстрів. Родом з Корку Лойгде (ірл. - Corcu Loígde), що розташоване в нинішньому графстві Корк. Далекий нащадок Бреогана, що був батьком Міля Іспанського. Прийшов до влади в результаті вбивства попереднього верховного короля Ірландії – Бреса Рі. Правив Ірландією протягом всього одного року, протягом якого в Ірландії лютувала чума, щомісячно забираючи нові і нові жертви. В Ірландії подібні події (неврожай, голод, стихійне лихо, епідемія) вважалося знаком того, що король незаконно зайняв трон і не має права бути королем. Був вбитий Фінном мак Блаха – далеким нащадком Оллома Фотли – верховного короля Ірландії. «Книга захоплень Ірландії» синхронізує його правління з часом правління Дарія Великого в Персії (522 - 485 до н. е.), що сумнівно. 